# 日本学生選手権水泳競技大会飛込競技
日本学生選手権水泳競技大会飛込競技は、飛込競技の大学対抗の大会で、俗に「インカレ」と呼ばれる。

## 概要
男女別学校対抗。総合得点男女各1位の大学が選手権を獲得する。まず予選を行い、上位12名（ただし1校につき上位3名まで）が決勝進出。決勝での得点で種目別順位を決めるとともに、学校別得点に加算される。
種目は3m飛板飛込・高飛込・自由選択飛の中から男子6演技種目、女子5演技種目で争われる。

## 歴代選手権獲得校
| 回 | 年   | 会場                     | 男子         | 女子         |
| -- | ---- | ------------------------ | ------------ | ------------ |
| 85 | 2009 | 小松末広屋外プール       | 日本体育大学 | 天理大学     |
| 86 | 2010 | 大阪プール               | 筑波大学     | 日本体育大学 |
| 87 | 2011 | 長岡市フェニックスプール | 日本体育大学 | 日本体育大学 |
| 88 | 2012 | 静岡県立富士水泳場       | 日本体育大学 | 日本体育大学 |
| 89 | 2013 | 栃木県総合運動公園水泳場 | 日本体育大学 | 日本体育大学 |
| 90 | 2014 |                          | 日本体育大学 | 日本体育大学 |
| 91 | 2015 |                          | 日本体育大学 | 筑波大学     |
| 92 | 2016 |                          | 日本体育大学 | 日本体育大学 |
| 93 | 2017 |                          | 日本体育大学 | 日本体育大学 |
| 94 | 2018 | 広島                     | 福山平成大学 | 日本体育大学 |
| 95 | 2019 | 新潟                     | 福山平成大学 | 日本体育大学 |
| 96 | 2020 | 大阪                     | 福山平成大学 | 日本体育大学 |
| 97 | 2021 | 新潟                     | 福山平成大学 | 日本体育大学 |
| 98 | 2022 | 大阪                     | 日本体育大学 | 日本体育大学 |